# مركب (صوتيات)
المُركِّب أو مولد الأصوات الموسيقية (بالإنجليزية: Synthesizer)‏ هو آلة موسيقية إلكترونية تولّد إشارات صوتية. يُوَلّد الصوت عبر عدة طرق ضمنها التركيب الطرحي، والتركيب الجمعي، والتركيب مُعَدل التردد. يمكن تشكيل هذه الأصوات وتعديلها بأدوات مثل المرشحات الصوتية، والأغلفة، والمذبذبات منخفضة التردد. يُلعب المُركِّب عادةً بلوحات مفاتيح أو يُتحكم به عبر مُرتب موسيقي، أو برمجيات، أو آلات أخرى، غالبًا بواسطة ميدي.
ظهرت آلات تشبه المُركِّب في الولايات المتحدة في منتصف القرن العشرين مثل مركب الصوت مارك II لشركة راديو أمريكا [الإنجليزية]، والذي يُتحكم به بالبطاقات المثقبة والمكون من مئات الصمامات المفرغة. يرجع الفضل لمُركِّب موج، والذي طُوّر من قبل روبرت موج وبيع لأول مرة في عام 1964، في إبتكار أفكار المُركِّب التناظري مثل المذبذب المتحكم بالجهد، والأغلفة، ومولدات الضجيج، والمرشحات، والمُرتّبات الموسيقية. في عام 1970، وحّد المُركِّب ميني موغ (Minimoog) الأصغر والأرخص كآلات قائمة بذاتها مع لوحات مفاتيح مدمجة، مقارنة بالمُركِّبات المعيارية قبلها. أُطلق ياماها دي أكس 7، وهو أول مُركِّب مصنّع على نطاق واسع، في عام 1983، مروّجًا للمُركِّب الرقمي. يمكن اليوم تضمين مُركِّب برمجي على شرائح صغيرة مفردة في أي جهاز إلكتروني.
كان يُنظر إلى المُركِّبات في البداية على أنها طليعية، وموضع تقدير من قِبل مشاهد الستينات السايكدلية والثقافة المضادة ولكن مع إمكانيات تجارية قليلة. جعل ألبوم ويندي كارلوس سويتشد أون باخ (1968)، وهو ألبوم أكثر مبيعًا لمؤلفات باخ منسقة للدمج الموسيقي، المُركِّبات ضمن التيار السائد. تُبنيت من قبل الفرق الإلكترونية ومجموعات الروك آند رول في الستينيات والسبعينيات، واستخدمت على نطاق واسع في روك الثمانينيات. أثّر أخد العينات الموسيقية، المعروض عبر سنثسيزرز فايرلايت في 1979، على جميع أنواع الموسيقى وكان له تأثير كبير على تطوير الموسيقى الإلكترونية وموسيقى الهيب هوب. اليوم، تستخدم المُركِّبات في كل نوع من أنواع الموسيقى تقريبًا، ويُعتبر أحد أهم الآلات في صناعة الموسيقى. وفقًا لمجلة فاكت في 2016: «تعتبر المُركِّبات بقدر أهمية وانتشار صوت الإنسان في الموسيقى الحديثة».

## تاريخه

### أصوله

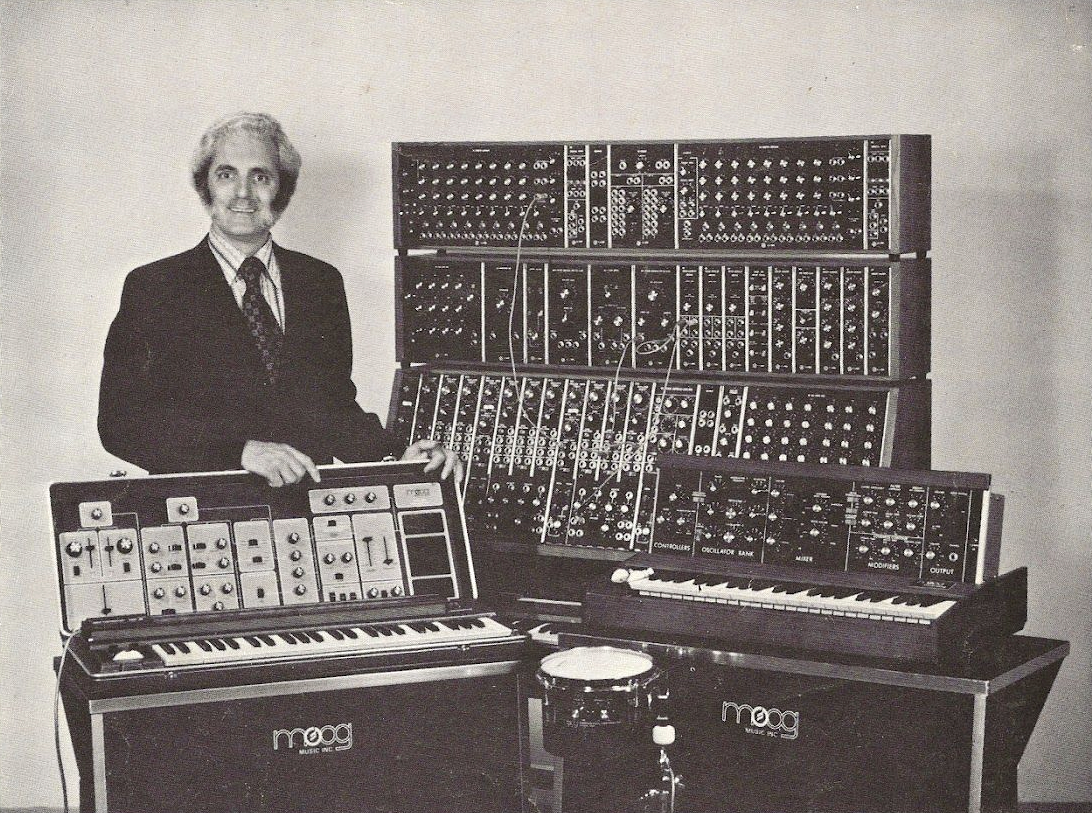
روبرت موج مع مُركِّب موج قياسي. أضحت العديد من اختراعات موج مثل المذبذبات المتحكمة بالجهد معيارًا قياسيًا للمركِّب.

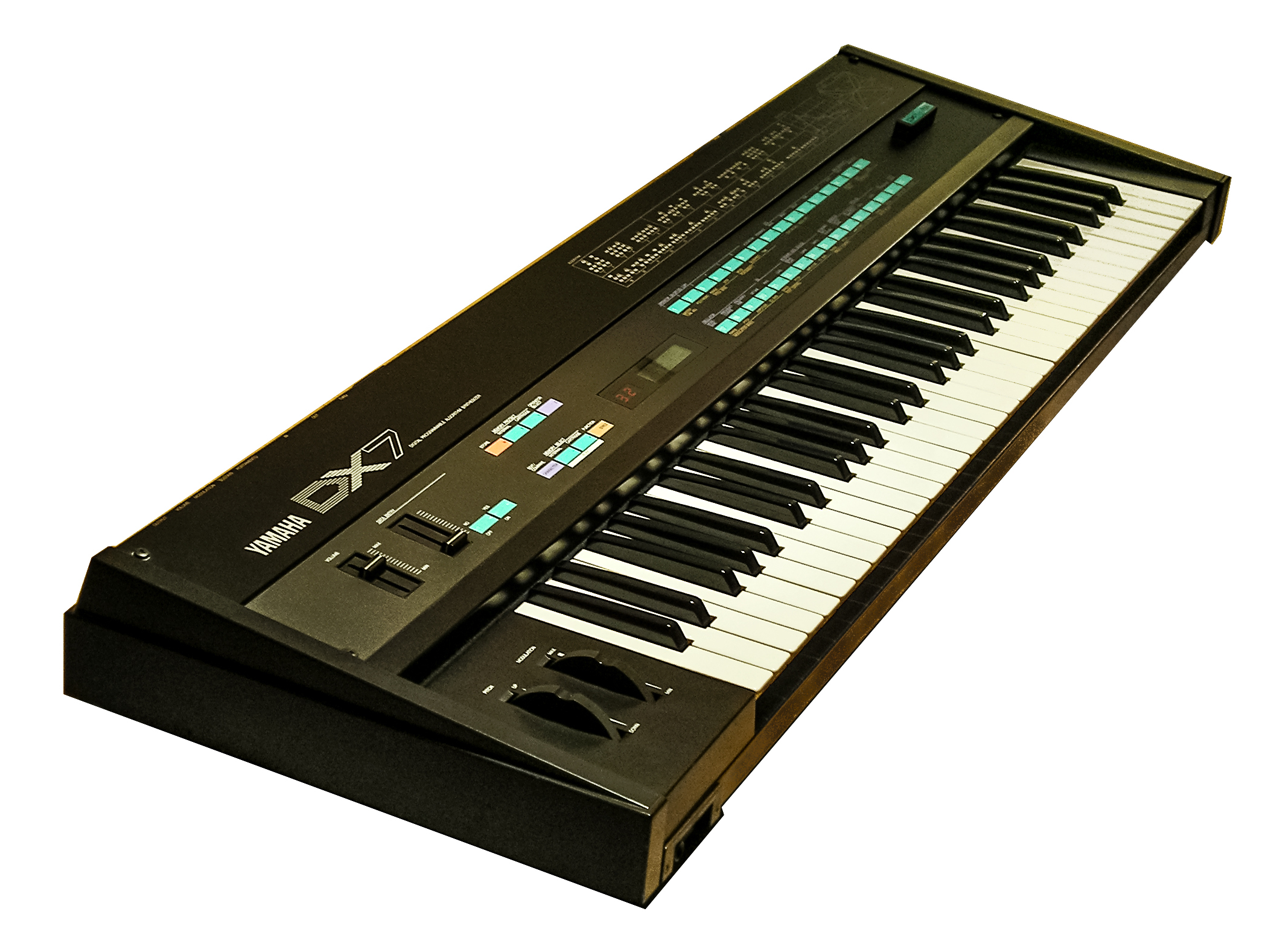
أصبح ياماها دي إكس 7 الذي نزل في الأسواق عام 1983 أول مُركِّب رقمي لاقى نجاحًا تجاريًا واسعًا، واُستعمل في تأليف العديد من أغاني البوب خلال الثمانينيات.

عندما أصبحت الكهرباء متاحة على نطاق واسع، شهد أوائل القرن العشرين اختراع الآلات الموسيقية الإلكترونية ضمنها التلهارمونيوم، والتراوتونيوم، والأوند مارتينو، والثيرمين. كان أورغن هاموند، الذي عُرض لأول مرة في عام 1935، أول آلة موسيقية إلكترونية تمتعت بنجاح كبير. في عام 1948، أنهى المهندس الكندي هيو لو كاين صنع الساكبت الإلكتروني، وهو سابق للمذبذبات المتحكمة بالجهد، مع حساسية لوحة مفاتيح تسمح بالتحكم بالفيبراتو، والغليساندو، والأغلفة.

### 1960-1970: السنوات الأولى
حدد مؤلفو كتاب Analog Days «السنوات الأولى للمركبات» بين 1964 ومنتصف السبعينيات، بدءًا من أول ظهور لمُركِّب موج. تكون هذا المُركِّب من تصميم روبرت موج من وحدات منفصلة صنعت وشكّلت الأصوات، متصلة عبر كوابل تصحيح. طوّر موج أساليب للتحكم بدرجة الصوت عبر الجهد الكهربائي، وهي المذبذبات المتحكمة بالجهد. أصبحت هذه؛ بجانب مكونات موج مثل الأغلفة، ومولّدات الضجيج، والمرشحات، والمُرتبات؛ معيارية في سوق المُركِّبات.

### 1980: نمو السوق والتكنولوجيا الرقمية
نما سوق المُركِّبات بشكل كبير في الثمانينيات. عُرض عام 1982 ميدي، وهو معيار موحّد لمزامنة الآلات الموسيقية؛ وما زال معيارًا قائمًا في مجال صناعة الموسيقى. أُطلق فايرلايت سي أم آي، وهو مُركِّب أخذ العينات المؤثر، في عام 1979، وكان قادرًا على تسجيل وإعادة تشغيل عينات موسيقية في درجات مختلفة. على الرغم من أن سعره المرتفع جعله غير متاح للهواة، إلا أنه تُبني من قبل موسيقيي البوب البارزين بما في ذلك كيت بوش وبيتر غابرييل. دفع نجاح فايرلايت إلى المنافسة، وتحسين تكنولوجيا أخذ العينات، وخفض الأسعار؛ تضمنت أجهزة أخذ العينات المتنافسة المبكرة محاكي إي-أم يو في عام 1981، وسلسلة أس أكاي في عام 1985.

### 1990 إلى الوقت الحاضر: المُركِّبات البرمجية وإحياء التشابهية
شهد عام 1997 إصدار ري بيرث بواسطة بروبيليرهيد للبرمجيات، وريالتي بواسطة أنظمة سير، أول مركِّبات برمجية يمكن تشغيلها بوقت حقيقي عبر ميدي. في عام 1999، سمح تحديث برنامج كوباس الموسيقي للمستخدمين بتشغيل آلات برمجية (بما في ذلك المُركِّب) كمكونات إضافية، مما أدى إلى «سيل» من أدوات البرامج الجديدة. عرض ريزون من شركة بروبيليرهيد، الذي أطلق عام 2000، للمستخدمين «رف» افتراضي لمعدات الاستوديو المعروفة. بينما ملئت المُركِّبات غرفًا في السابق، إلا أنها الآن يمكن أن تُضمّن على رقائق دقيقة واحدة في أي جهاز إلكتروني ويمكن محاكاتها بدقة بواسطة البرمجيات.
انتعش سوق المُركِّبات المُصححة والمعيارية في أواخر التسعينات. في عام 2000، استعادت بعض المُركِّبات التشابهية شعبيتها، إذ بيعت أحيانًا بأكثر بكثير من أسعارها الأصلية. في عام 2010، قُدّمت مركِّبات التشابهية جديدة، وبأسعار معقولة من قبل شركات مثل موج، وكورج، وأرتوريا، وآلات ديف سميث. يعود الفضل في الاهتمام المتجدد إلى جاذبية الأصوات «العضوية» غير الواضحة والواجهات الأبسط، وإلى تقانة التركيب السطحي الحديثة والتي جعلت المُركِّبات التشابهية أرخص وأسرع في التصنيع.

## أثره
كان يُنظر إلى المُركِّبات المبكرة على أنها طليعية، وموضع تقدير من قِبل مشاهد الستينات السايكدلية والثقافة المضادة ولكن مع إمكانيات تجارية قليلة. أظّهر ألبوم ويندي كارلوس سويتشد أون باخ (1968)، وهو ألبوم أكثر مبيعًا لمؤلفات باخ منسقة للدمج الموسيقي، أنه يمكن للمركِّبات أن تكون أكثر من «آلات ضوضاء عشوائية»، وحملتها إلى التيار الموسيقي السائد. مع ذلك، دار جدال حول مدى ملاءمة المُركِّبات في موسيقى الباروك، ووفقًا لصحيفة الغارديان، تُخلي عنها بسرعة في «الدوائر الكلاسيكية الجدّية».
اعتُمدت موج من قبل مؤديين موسيقيين ضمنهم ذا دورز، وجريتفول ديد، وذا رولينج ستونز، والبيتلز، وكيث إيمرسون. كان إيمرسون أول موسيقي روك مهم يؤدي مع موج، وأصبحت علامة تجارية في عروضه، وساعدت في وصول فرقته إيمرسون وليك وبالمر للنجومية العالمية؛ وفقًا لكتاب الأيام التناظرية، أمثال ايمرسون، مع عروض موج، «فعلوا للوحات المفاتيح ما فعله جيمي هندريكس للجيتار».
جعل الميني موج المحمول (1970)، وهو أصغر بكثير من المُركِّب المعياري قبله، المزج أكثر شيوعًا في الأداء الحي. احتل الميني موج مكانًا في الموسيقى السوداء السائدة، ولا سيما في أعمال ستيفي وندر، وفي موسيقى الجاز، مثل أعمال صن رع. اُستخدم أيضًا من قبل فنانين إلكترونيين مثل كرافت فيرك، الذين استخدموه في ألبوماتهم أوتوبان (1974)، وذا مان ماشين (1978)، ولاحقًا بواسطة تانجرين دريم، وكلاوس شولتزه، وغاري نومان. في أواخر السبعينيات وأوائل الثمانينيات، استخدم الميكرو موج على نطاق واسع في موسيقى الديسكو المنبثقة من قبل فنانين ضمنهم فرقة آبا، وجيورجيو مورودر. بعض المؤدين شعروا بأن استخدام المُركِّب لصنع الأصوات يعتبر «غشًا»؛ كتبت فرقة كوين في ملاحظات ألبومهم بأنهم لم يستخدموه.
اليوم، يستخدم المُركِّب في كل أنواع الموسيقى تقريبًا. يعتبره مؤلفو الأيام التناظرية «الابتكار الوحيد الذي يمكن أن يقف إلى جانب الإيتار الكهربائي كآلة جديدة عظيمة لعصر الكهرباء. أدّى كلاهما إلى أشكال جديدة من الموسيقى، وكان لكل منهما جاذبية شعبية هائلة». ربط المؤلفان بين أصول المُركِّب في 1960 السايكدلية، والهذيان و«صيف الحب الثاني» البريطاني في الثمانينيات، ومشاهد الملاهي في التسعينيات والعقد الأول من القرن الحادي والعشرين. وفقًا لمجلة فاكت في 2016: «يعتبر المُركِّبات بقدر أهمية وانتشار صوت الإنسان في الموسيقى الحديثة». هي واحدة من أهم الآلات الموسيقية في صناعة الموسيقى.